# Eurema daira
Eurema daira, ou fada-amarela, é uma borboleta da família Pieridae. Pode ser encontrada do norte da Argentina até ao sul dos Estados Unidos, onde pode ser encontrada até ao sul do Arizona, Dakota do Sul, sul do Texas e, até mesmo Washington, D.C.

## Subespécies
- E. d. daira (Virgínia Ocidental, Virgínia, Nova York, Louisiana, Geórgia, Flórida)
- E. d. palmira (Poey, [1852])  (Antilhas, Cuba, Bahamas)
- E. d. eugenia (Wallengren, 1860)  (México, Panamá, Costa Rica, Guatemala)
- E. d. sidonia (R. Felder, 1869)  (México)
- E. d. lídia (C. & R. Felder, 1861)  (Venezuela, Colômbia)
- E. d. macheti Brévignon, 1996 (Guiana francesa)